# Джонсон, Молли
Маргарет Лесли «Молли» Джонсон (англ. Margaret Leslie «Molly» Johnson) — канадская джазовая певица, обладатель премии Джуно 2009 года в номинации «Лучший вокальный джазовый альбом года». Офицер ордена Канады (2008), лауреат Премии генерал-губернатора (2023).

## Биография
Молли Джонсон родилась в 1959 году в семье афроамериканца-отца и белой матери. Выступать Молли Джонсон начала в детском возрасте, в середине 60-х, когда была вместе с собственным братом Кларком отобрана продюсером Эдом Мирвишем для участия в опере Порги и Бесс, поставленной в Торонто в Royal Alexandra Theatre. Затем последовало участие в мюзиклах Юг Тихого океана, Радуга Финиана и других. Вскоре подающая надежды девочка была зачислена в Национальную Канадскую школу балета — Молли хотела стать хореографом, — и посещала её до 15 лет. Также она училась в Школе изящных искусств в Банфе.
В 17 лет Молли Джонсон начала петь в поп-группе A Chocolate Affair, однако группа просуществовала чуть более года и распалась. По словам самой певицы, ей хотелось петь собственные песни, а не исполнять раз за разом хиты других авторов. В 1979 году Молли вместе с Норманом Оренштейном создала эклектичную фанк-арт-группу Alta Moda (Молли Джонсон — вокал, Норман Оренштейн — гитара, клавишные, драм-машина, Этрик Лайонс — бас-гитара и бэк-вокал, Стивен Желиню — электронные ударные и Грег Крантц, отвечающий за видео). Группа вскоре стала одним из ярким представителей прогрессивной концертной площадки Queen Street. Музыкантам удалось подписать контракт с Sony Music и выпустить альбом с тем же названием. Сингл «Julian» хорошо ротировался на радио, стал хитом и даже был номинирован на премию Джуно. Молли Джонсон получила прозвище «Дива Квин-стрит», но коммерческий успех был невелик.
Следующей группой Молли Джонсон стала хард-роковая The Infidels, сформированная всё тем же Оренштейном. Группа подписала контракт с IRS и записала альбом The Infidels, две песни с которого «100 Watt Bulb» и «Celebrate» также стали достаточно известны. В 1992 году The Infidels получили премию «Джуно» как лучшая новая группа. Однако звукозаписывающая компания потеряла интерес к группе, и она распалась.
Одновременно с участием в рок-группах, Молли Джонсон занималась джазом. В то время она жила в богемном отеле-баре Cameron Public House на Квин-стрит, где познакомилась с Хербом Туки и Биллом Гровом, которые дали ей первые джазовые уроки. Вместе с Аароном Дэвисом и контрабасистом Дэвидом Питчем она принимала участие в трио, названном Blue Mondays. Трио время от времени выступало, как в Кэмерон-хаузе, так и за его пределами, включая престижный The Royal York Hotel’s Imperial Room. По словам Молли Джонсон, она начала петь американский джаз, пытаясь научиться писать хорошие поп-мелодии. Успех рок-групп, в которых она выступала был обусловлен в большей степени атмосферой шоу, а певица считала, что ей следует двигаться по пути Джорджа Гершвина и Дюка Эллингтона.
После распада группы The Infidels, разочарованная Молли Джонсон посвятила себя организации благотворительного концерта, названного Kumbaya, в помощь ВИЧ-инфицированным и больным СПИДом. Концерт проводился ежегодно в течение четырёх лет, с его помощью было собрано более миллиона долларов, и в нём принимали участие многие канадские звёзды, такие например как Rush и Сара Маклахан. К концу 90-х Молли Джонсон подумывала о том, чтобы вообще завершить карьеру, сконцентрировавшись на семье. К тому времени певица записывалась только сессионно с другими исполнителями, в качестве бэк-вокалистки. Во время такой работы она встретила композитора и продюсера Стива Маккиннона, который предложил ей попробовать записать несколько его песен. Партнёрство оказалось плодотворным, и джаз-поп альбом Molly Johnson, который был записан в гостиной Стива Маккиннона с участием в качестве гостя известной французской джазовой певицы Стефани Грапелли, вышел в 2000 году и получил одобрение критиков. В год выпуска альбома первые два сингла «My Oh My» и «Diamond in My Hand» были запрошены радиослушателями на канадском радио девять тысяч раз. В шести песнях альбома Молли Джонсон выступила в качестве соавтора. Однако, звукозаписывающая компания, которая выпустила альбом, обанкротилась, и певица вновь осталась ни с чем. Однако после выхода альбома она получила репутацию композитора и современного интерпретатора джазовых и популярных стандартов. Это позволило ей заключить контракт с Universal Music Canada. Следующий альбом Another Day Молли Джонсон выпустила через три года, и он приобрёл популярность не только в Канаде, но особо во Франции. Популярности певицы в Европе способствовало турне. В 2004 году Молли Джонсон выступила на фестивале джаза в Торонто (Toronto Downtown Jazz Festival), став первой канадской джазовой певицей, участвовавшей в фестивале.
Следующий альбом Messin' Around записывался в 2006 году с давними соавторами барабанщиком Марком Маклином, басистом Майком Даунсом, флейтистом и саксофонистом Колином Алленом, гитаристом Робом Пилчем и пианистом Андреем Крейгом. Альбом был записан в течение двух недель «вживую»: группа по возможности избегала наложений. По словам певицы, именно такой должна быть хорошая джазовая запись, и только так можно проверить, будут ли песни захватывать публику в концертном исполнении.. В альбоме имеется обработка известнейшей песни Брюса Спрингстина Streets of Philadelphia. После выпуска альбома певица долго гастролировала в Канаде, Франции и США.
В 2008 году вышел альбом Lucky, содержащий записи джазовых стандартов. Альбом был записан летом 2008 года всего лишь в течение трёх дней с участием таких музыкантов, как пианист и саксофонист Фил Дайер, барабанщиков Марка Маклина и Бена Райли и басиста Майка Доунса. Альбом в марте 2009 года был удостоен премии Джуно в номинации «Лучший вокальный джазовый альбом года» (все альбомы Молли Джонсон номинировались на эту премию, в 2001, 2003 и в 2007 годах), а певица в том же году получила престижную национальную джазовую премию как лучшая джазовая певица.
Также в 2008 году Молли Джонсон за свою творческую и благотворительную деятельность была награждена высшей канадской гражданской наградой Орден Канады, став офицером ордена.
Последний на сегодняшний день альбом Молли Джонсон вышел в 2011 году под названием The Molly Johnson Songbook, он является сборником её лучших песен, а также ранее не издавашиеся песни: «Still Water» Даниэля Лануа и записанную в ходе сессии Lucky, но не вошедшую в альбом композицию Коула Портера
Молли Джонсон живёт в Торонто, её брат Кларк и сестра Табита также являются актёрами и музыкантами.

## О певице
Toronto Jazz Festival Day One. Molly Johnson Quartet & Robi Botos:
Джонсон поёт в очень расслабленной манере, у неё прокуренный выпуклый голос, который где-то в ряду между сырой, накачанной адреналином мощью блюз-рок легенды Дженис Джоплин и инструментальной модуляцией молодой Билли Холидей
Оригинальный текст (англ.)Johnson sings in a very relaxed fashion, she has a smoky, distinct voice that is somewhere in between the raw adrenalin pumping power of blues rock legend Janis Joplin and the instrumental tone of a young Billy Holiday.
Globe and Mail:
Если будущее джазового пения зависит от нахождения безупречного баланса между джазом и поп-музыкой, то похоже что Молли Джонсон родилась для этого занятия  
Оригинальный текст (англ.)If the future of jazz singing depends on finding the perfect balance between jazz and pop, Molly Johnson seems to have been born for the job.

## Дискография

### С Alta Moda
- Alta Moda (1987)

### С Infidels
- Infidels (1991)

### Соло
- Molly Johnson (2000)
- Another Day (2003)
- Messin' Around (2006)
- If You Know Love (2007)
- Lucky (2008)
- The Molly Johnson Songbook (2011)
- Because Of Billie (2014)